# 王士昌
王士昌（1560年—1626年），字永叔，号斗溟，江西南昌府新建县民籍，浙江台州府臨海縣人，明朝官員。萬曆丙戌進士，官至福建巡撫。

## 生平
萬曆七年（1579年）己卯科順天鄉試第五名舉人。萬曆十四年（1586年）丙戌科会试二百十八名，廷试三甲一百九十九名進士。刑部观政，十五年二月授直隶潜山县知县，十六年（1588年）八月調繁福建龍溪縣知縣，以賢能著稱，丁憂歸。二十三年升任兵科給事中，本年养病。二十八年補禮科给事中，管十庫，遇事敢言，极言矿税之残虐。二十八年弹劾延绥巡抚刘敏宽回籍，萬曆二十九年（1601年）正月署吏科事，掌大计，因与楊天民等人進言册立太子，五月降杂职，调极边方，謫貴州鎮遠典史，本年本省同考。
萬曆三十九年（1611年），起爲刑部廣西司主事，四十一年升光禄寺丞，四十二年轉大理寺署寺事右寺丞，四十三年五月梃击案发生，王士昌上疏劝谏神宗，数日后神宗在慈宁宫门外召集群臣面諭，令刑部侍郎张问达和王士昌处决张差、庞保、刘成三人。七月升本寺右少卿，仍署寺事，萬曆四十六年（1618年）正月，升都察院右佥都御史，巡撫福建。當時福建海盜猖獗，士昌剿抚并用，將寇盜平定。四十七年五月称病乞休，不允，泰昌元年十二月被科道官员弹劾赃私狼籍，流毒地方，被令解任回籍，卒於家。

## 成就
士昌工詩，擅畫山水。有《三垣摘疏》、《镜园草》等。

## 軼事
王士昌雖爲浙江人，但身材魁梧，好飲酒，曾與朱燮元等人聚惠，滿座皆酒客，終席無人能敵。

## 家族
曾祖父王逸卿，誥贈通議大夫都察院右副都御史；祖父王訓，誥贈通議大夫都察院右副都御史；父親王宗沐，曾任刑部左侍郎。母秦氏（封淑人）。具庆下。兄王士崧（進士、光州知州）、王士琦（進士、南京工部主事）。弟王士業（官生）。
王宗沐家族鼎盛一时，号“父子四进士，一门三巡抚”。如今紫阳街南段有两条小巷，一名三抚基，一名十伞巷，即为纪念王宗沐父子三任巡抚，受十顶万民伞的功绩。

## 外部連結
- 一门三巡抚—王宗沐、王士琦、王士昌 中國第一府城

| 官衔          | 官衔                                | 官衔          |
| ------------- | ----------------------------------- | ------------- |
| 前任： 章應召 | 明朝潛山縣知縣 1587年－1588年       | 繼任： 周師道 |
| 前任： 沈昌期 | 明朝龍溪縣知縣 1588年－1592年       | 繼任： 蔣良鼎 |
| 前任： 黃承元 | 福建巡撫 萬曆四十六年（1618年）上任 | 繼任： 商周祚 |